# Riksorganisationen för e-kompetens
Riksorganisationen för e-kompetens (REK) var en ideell förening som samlade medlemmar i syfte att främja elektronisk kunskapsöverföring. 
Medlemsskaran utgjordes av ett hundratal organisationer, bland annat universitet och högskolor, kommuner, myndigheter och företag, som alla använder modern digital teknik för samverkan och arbete på distans. Föreningenhar funnits sedan 1990-talet och avslutades 2021, när medlemmarna på årsmötet beslutade att föreningen skulle läggas ner. Idag finns delar av verksamheten kvar i form av ett nätverk.
Föreningens verksamhet omfattade bland annat att sprida information och kunskap om verksamhet relaterad till IT, exempelvis pedagogiska och organisatoriska lösningar eller tjänster och produkter. Detta gjordes bland annat genom konferenser och nätverkande.
2021 inleddes samtal med Svenska Riksorganisationen för Distansutbildning (SVERD) som arbetar inom samma verksamhetsområde och flera av medlemmarna var medlemmar i båda organisationerna. 
REK arbetade med ett flertal tankesmedjor,såsom digital kompetens och framtidens lärande.